# 葡萄牙駐泰國大使館

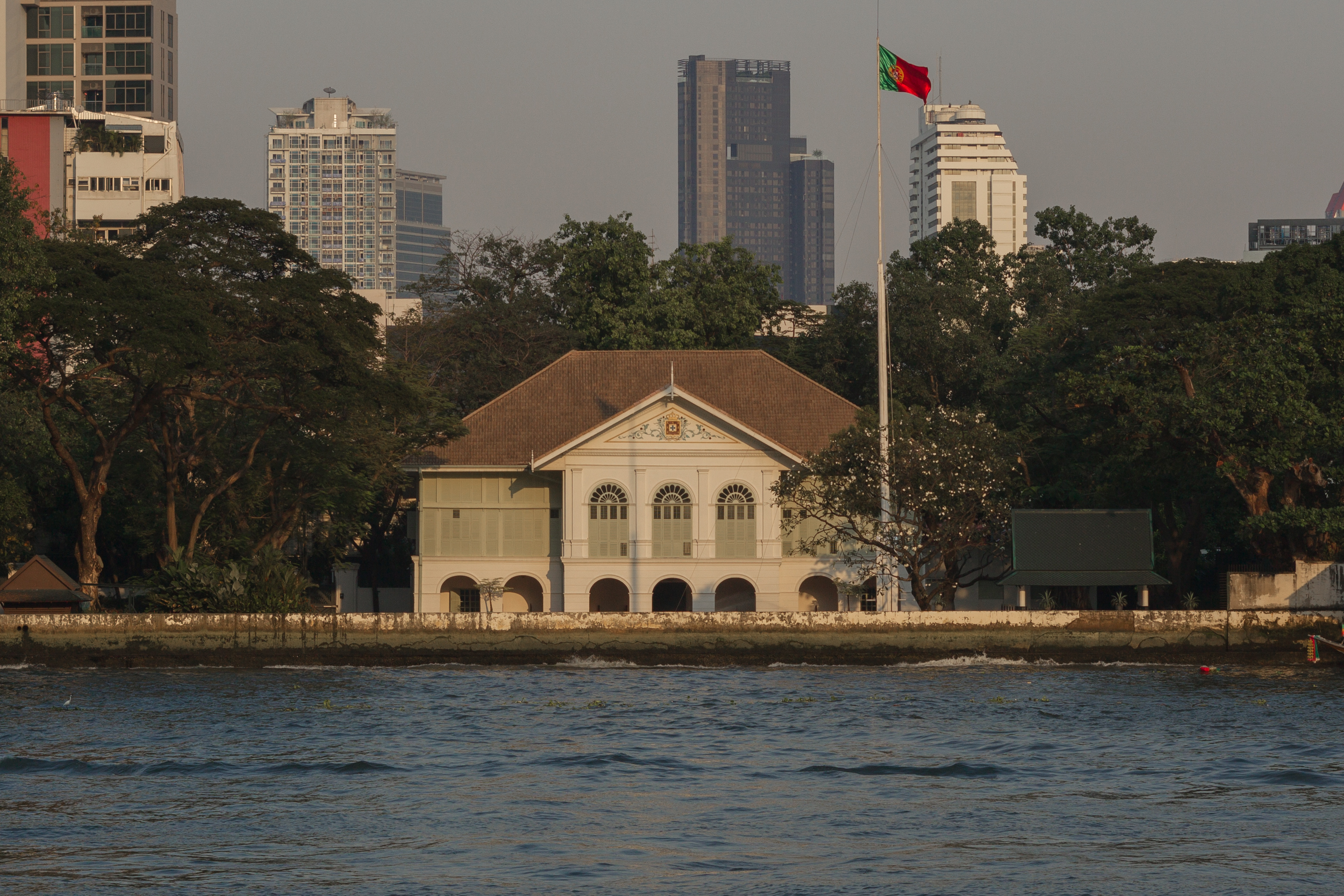
從昭披耶河對望葡萄牙駐泰國大使官邸

葡萄牙駐泰國大使館（葡萄牙語：Embaixada de Portugal na Tailândia）是葡萄牙派駐泰國的最高外交代表機構，館址位於曼谷昭披耶河東岸挽叻縣石龍軍路30巷（又稱布船長巷）旁邊。大使館在1820年開館，是泰國歷史最悠久的外國大使館，大使官邸則在1860年落成，既是歷史建築，也是建築保育獎的獲獎作品。

## 歷史
葡萄牙是第一個和暹羅交往的歐洲國家，兩國的關係可以追溯到16世紀的大城時期。當時暹羅朝廷把首都大城附近的一片土地賜給葡萄牙，之後相當數量的葡萄牙人也開始在暹羅落腳。1767年大城失守，後來吞武里王朝、拉達那哥欣王朝相繼統治暹羅，定都曼谷，於是葡萄牙人便遷往曼谷定居。
1786年，暹羅國王拉瑪一世為了答謝葡萄牙人在九軍之戰期間支援暹羅抵抗緬甸人，便把一幅土地賜給葡萄牙，也就是後來聖玫瑰堂的位置。拉瑪一世還答應葡萄牙人，如果他們打算的話，暹羅可以劃出土地，供葡萄牙人開闢商埠。及至1820年（拉瑪二世在位期間），葡萄牙在曼谷設立商埠，同時暹羅朝廷把昭披耶河河畔一片離聖玫瑰堂不遠的土地賜給葡萄牙總領事卡洛斯·曼努埃爾·達·西爾維拉（Carlos Manoel da Silveira）。這片土地瀕臨昭披耶河的一邊長72佤，另一邊闊50佤，設有兩家造船廠，之前曾經是越南阮朝嘉隆帝流亡暹羅期間的住所。
以竹枝和木材建造的舊館舍在1860年拆卸重建，新館舍採用了葡萄牙建築師的設計。本來建材是要從果阿運到曼谷，不過船隻在航行期間破毀，於是葡萄牙人便採用本地建材完成上述的工程。工程曾經停滯兩年，最終延至1875年完工。新館舍由葡萄牙領事安東尼奧·費利西安諾·馬貴斯·佩雷拉（Antonio Feliciano Marques Pereira）開幕，既是領事（升格大使館後為大使）的辦公處，也是領事的官邸。這時候石龍軍路已經落成通車，然後和石龍軍路相連的布船長巷把葡萄牙大使館連結起來。其他國家（例如英國和法國）相繼在附近設立使館之後，這個區域便在19世紀末、20世紀初成為歐洲僑民社群的集中地。

## 建築
大使官邸樓高兩層，是一座殖民地式建築，形似長方形。這座建築的設計風格受到新帕拉第奧式建築的影響，屋頂是四坡屋頂，下方則是山牆和正前方的門廊。 官邸前方面向昭披耶河，底層由涼廊貫穿。頂樓門廊上設有三面拱形門窗，之間以壁柱分隔。門窗上方的山牆繪有葡萄牙國徽的圖案。
官邸進口以葡萄牙瓷磚裝飾，一進門內就是大廳。大廳比地面低了幾個台階，一方面是因為沉降的緣故，另一方面是大使館增高館舍地面，防範洪水的結果。底層本來設有辦公處，後來辦公處搬往另一座建築，空出來的地方則改為接待室。官邸下方設有治外法權時期使用過的囚室。底層和頂層由一道樓梯連接，這道樓梯可以通往，繼而通往頂層所有房間，包括寢室、起居室、大飯廳和小飯廳。頂樓前、後為露台。
這座建築物經歷過數次改動、翻新工程和修復工程，包括在20世紀通電、安裝冷氣的工程，以及2013年令官邸的外觀更貼近原貌的修復工程。當作橫梁和上層樓板的柚木沒有改動過。這座建築物是曼谷歷史最悠久的外交官官邸，曾經在1984年獲得暹羅建築師協會建築保育獎。
官邸內、外的裝飾物包括在18世紀或之前製造，從大城的葡萄牙人聚居地帶回來的一對木雕門，以及官邸進口外的數座銅砲。
大使館辦公處在歷史上曾經是商行的一部分（feitoria），然後當作貨倉使用，再於2004年按照葡萄牙建築師、工程師的設計進行大型的翻新工程。工程商一方面保留了原來的木結構，另一方面又使用金屬和玻璃來裝飾辦公樓，令這座建築看起來更趨時、更別緻。這座建築的下層是葡萄牙文化中心，設有教室、圖書館和資源中心。大使館館舍第三座建築是使館人員官邸。
館舍內部的庭院和花園面積較大，旁邊的皇家蘭花喜來登酒店（Royal Orchid Sheraton Hotel）租用了院子的一部分，當作游泳池和網球場的用地。為了防範昭披耶河氾濫的威脅，大使館在河岸修築了一面防洪堤，並安裝多個水泵。
為了響應泰國創意設計中心把大使館周邊的社區改為創意區的計劃，葡萄牙駐泰國大使館在2017年贊助葡萄牙街頭藝人亚历山大·法图在館舍的外牆鑿出一面壁畫。這件作品是法图創作的壁畫系列——「划过表面」（Scratching the Surface）的一部分。

## 運作
葡萄牙駐泰國大使館規模較小，截至2018年，聘用員工僅7人。除了是葡萄牙對泰國的代表機構，大使館的兼轄國尚包括緬甸、柬埔寨、老撾、越南和馬來西亞。1981年葡萄牙與新加坡建交後，本館曾一度兼辖新加坡，直至2009年葡萄牙在新加坡設立大使館為止。大使館的職責是支援該國由大約1000名葡籍人士組成，規模較小的僑民社群，以及推動葡、泰兩國之間的文化交流、經貿往來、旅遊活動和學術交流。